# Lush
Lush（Lisp Universal SHell）是一种面向对象语言，一般应用于科研，工程等需要大规模数值计算或图像处理的领域。其特点是把灵活易用的弱类型解释性语言（如Python，Perl，MATLAB等，Lush使用LISP表达式），与编译性语言C、C++等的代码集成一体。Lush使用LISP形式的表达式，但是整个程序（甚至某一函数体内）中可以与C语言混合编程。Lush最初由Leon Bottou与扬·勒丘恩（Yann LeCun）（同样是DjVu格式的开发者，DjVu处理系统的原型即使用Lush开发）开发用作神经网络模拟器的前端。

## 特色
- 简单形式的Lisp表达式，但LISP的所用功能全部保留
- 高效，通过本地编译器（C编译）实现编译
- 与C函数或C库具有简单接口，可以加载用其他编译性语言得到的目标文件（.o,.a或.so文件）
- 单个函数中混合Lisp与C
- 强大的矢量，矩阵，张量操作引擎，如点积，外积，转置，卷积等
- 庞大的数值库,包括GSL，LAPACK，BLAS
- 丰富的图形库，包括面向对象GUI开发工具箱（Ogre），与OpenGL的接口，与SDL的接口
- 音频视频采集（ALSA与Video4Linux）
- 图像与信号处理库
- 机器学习，神经网络及统计学库

其高效，灵活，丰富的库支持使其称为信号处理，图像处理，机器学习，计算机视觉，生物信息，数据挖掘，统计学及人工智能领域理想的研发语言。所生成的高效程序用于实时处理，也可用于游戏开发。当前可以运行的平台有Linux/x86，Solaris，SGI/IRIX。